# Swinging (Kandinskij)
Swinging (Schaukeln) è un dipinto di Vasilij Kandinskij (70x50 cm), e fu realizzato nel 1925. Oggi quest'opera è conservata alla galleria Tate Modern di Londra.